# Charolais (kaas)
De Charolais (AOP) is een Franse kaas die gemaakt wordt in de Beaujolais. De kaas is een van de 44 Franse kazen die het roodgele Europese AOC/AOP-keurmerk, dat sinds januari 2012 het AOC-label vervangt, mag voeren.
De producenten van de Charolais hebben gezamenlijk een AOC-keur aangevraagd voor de Fromages de Chèvre Charolais et Mâconnais. Doel is de traditionele kazen te beschermen. Dit impliceert dat er strikte eisen gesteld worden aan de ruimte voor de geiten (maximaal 10 per hectare land) en hun voedsel (uitsluitend afkomstig uit de regio). De kaas moet gemaakt worden van volle rauwe geitenmelk. Het hele productieproces voor de kazen is duidelijk omschreven in de AOC-aanvraag.
De geitenmelk wordt zeer licht aangezuurd, stremming duurt dan ook lang, 18 tot 36 uur. De wrongel wordt vervolgens in vormen met gaatjes gedaan, waar deze verder uitlekt. Dit in de vormen doen is een handeling die omzichtig uitgevoerd moet worden, om de homogeniteit van de kaasmassa te beschermen, de kaas wordt niet verder onder druk gebracht in de vormen. De kaas zal drie dagen uitlekken in de vorm, en in die tijd wordt deze dagelijks tweemaal gekeerd, en wordt de kaas ook tweemaal gezouten.
Eenmaal uit de vormen moet de kaas eerst korte tijd drogen, waarna de kaas naar de droogplaatsen gaat, waar deze bij een temperatuur van 8 tot 15°C en een vochtigheidsgraad tussen de 80 en 95% te drogen wordt gezet. De kaas ontwikkelt een natuurlijke wit beschimmelde korst, de kaasmassa van de Charolais hoort soepel te zijn. In eerste instantie heeft de kaas een heel frisse smaak, met de lengte van de rijpingstijd neemt ook de uitgesprokenheid van de smaak toe.
Per decreet van 21 januari 2010 is door de INAO voor de Charolais het AOC-keur toegekend. De AOC voorschriften schrijven een productieproces voor dat zowel consument-, dier- als milieuvriendelijk is. Zo mogen maximaal slechts 10 geiten per hectare gehouden worden en is kuilvoer verboden.
De Europese Commissie heeft Charolais op 12 juni 2014 erkend als beschermde oorsprongsbenaming (BOB).